# Cellara
Cellara és un municipi italià, dins de la província de Cosenza, que limita amb els municipis d'Aprigliano, Figline Vegliaturo, Mangone i Santo Stefano di Rogliano a la mateixa província.

## Evolució demogràfica
| Població censada al municipi de Cellara | Població censada al municipi de Cellara       | Població censada al municipi de Cellara |
| --------------------------------------- | --------------------------------------------- | --------------------------------------- |
|                                         |                                               |                                         |
| Notes:                                  | Elaboració gràfica per part de la Viquipèdia  |                                         |
|                                         | Font: ISTAT (Institut Nacional d'Estadística) |                                         |